# داني توريس
داني توريس (بالإسبانية: Danny Torres)‏ (7 نوفمبر 1987 بسان سلفادور في السلفادور - ) هو لاعب كرة قدم سلفادوري في مركز الدفاع. شارك مع منتخب السلفادور لكرة القدم. أما مع النوادي، فقد لعب مع نادي أليانزا ‏ وأتلتيكو مارته ‏.

## وصلات خارجية
- داني توريس على موقع قاعدة بيانات كرة القدم.إي يو (الإنجليزية)
- داني توريس على موقع ناشيونال فوتبول تيمز (الإنجليزية)
- داني توريس على موقع Soccerway.com (الإنجليزية)